# إدنا هايبارد
إدنا هايبارد (بالإنجليزية: Edna Hibbard) هي ممثلة أمريكية، ولدت في 12 مايو 1895 في ديترويت في الولايات المتحدة، وتوفيت في 26 ديسمبر 1942 في نيويورك في الولايات المتحدة.

## وصلات خارجية
- إدنا هايبارد على موقع IMDb (الإنجليزية)
- إدنا هايبارد على موقع قاعدة بيانات برودواي على الإنترنت (الإنجليزية)
- إدنا هايبارد على موقع كينوبويسك (الروسية)